# 柏林镇 (大竹县)
柏林镇，是中华人民共和国四川省达州市大竹县下辖的一个乡镇级行政单位。該地原屬渠縣。

## 行政区划
柏林镇下辖以下地区：
社区、擂鼓村、三江村、新桥村、观音村、洪河村和白马村。